# Aleksandre K'obakhidze
Aleksandre Avtandilis Dze K'obakhidze (in georgiano ალექსანდრე ავთანდილის ძე კობახიძე?; in russo Александр Автандилович Кобахидзе?, Aleksandr Avtandilovič Kobachidze; Tbilisi, 11 febbraio 1987) è un ex calciatore georgiano, di ruolo centrocampista.